# Charles Fox (ingénieur)
Pour les articles homonymes, voir Charles Fox (homonymie) et Fox.
Sir Charles Fox est un ingénieur civil et un entrepreneur britannique né à Derby le 11 mars 1810, et mort à Blackheath, Borough londonien de Lewisham le 11 juin 1874 .

## Biographie

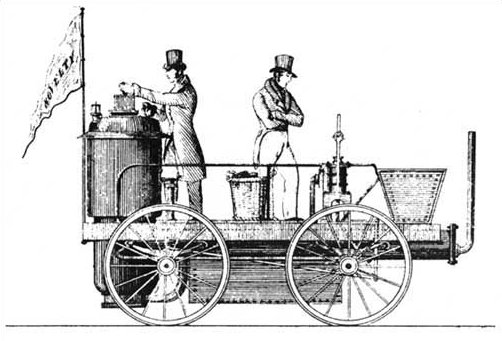
La Novelty

Charles Fox est le plus jeune fils de Francis Fox qui était médecin à Derby. Son père voulait qu'il suive son exemple. Il a eu comme tuteur George Spencer, le père d'Herbert Spencer. Il a travaillé pendant deux ans dans un cabinet de consultation. mais il a abandonné cette formation de médecin, et à 19 ans son attrait pour l'ingénierie ferroviaire qui était alors une nouvelle profession l'a poussé à quitter la maison familiale pour aller à Liverpool. Il a été embauché par Fawcett, Preston & Co. qui s'est peu après associé avec John Ericsson. Il a alors travaillé avec Ericsson et John Braithwaite (en) sur la locomotive Novelty qui devait participer au concours de Rainhill, en octobre 1829, pour la ligne de chemin de fer Liverpool and Manchester Railway.
Il s'est marié en 1830 avec Mary, seconde fille de Joseph Brookhouse, dont il a eu trois fils et une fille, dont deux sont devenus ingénieurs, Charles Douglas Fox (1840-1921) et Francis Fox (1844-1927).
Une de ses premières inventions, en 1832, a concerné les aiguillages pour lesquels il a créé les lames d'aiguilles mobiles.
Ses capacités ont attiré l'attention de Robert Stephenson qui l'a embauché en 1834 pour la construction de la ligne de chemin de fer du London & Birmingham Railway.

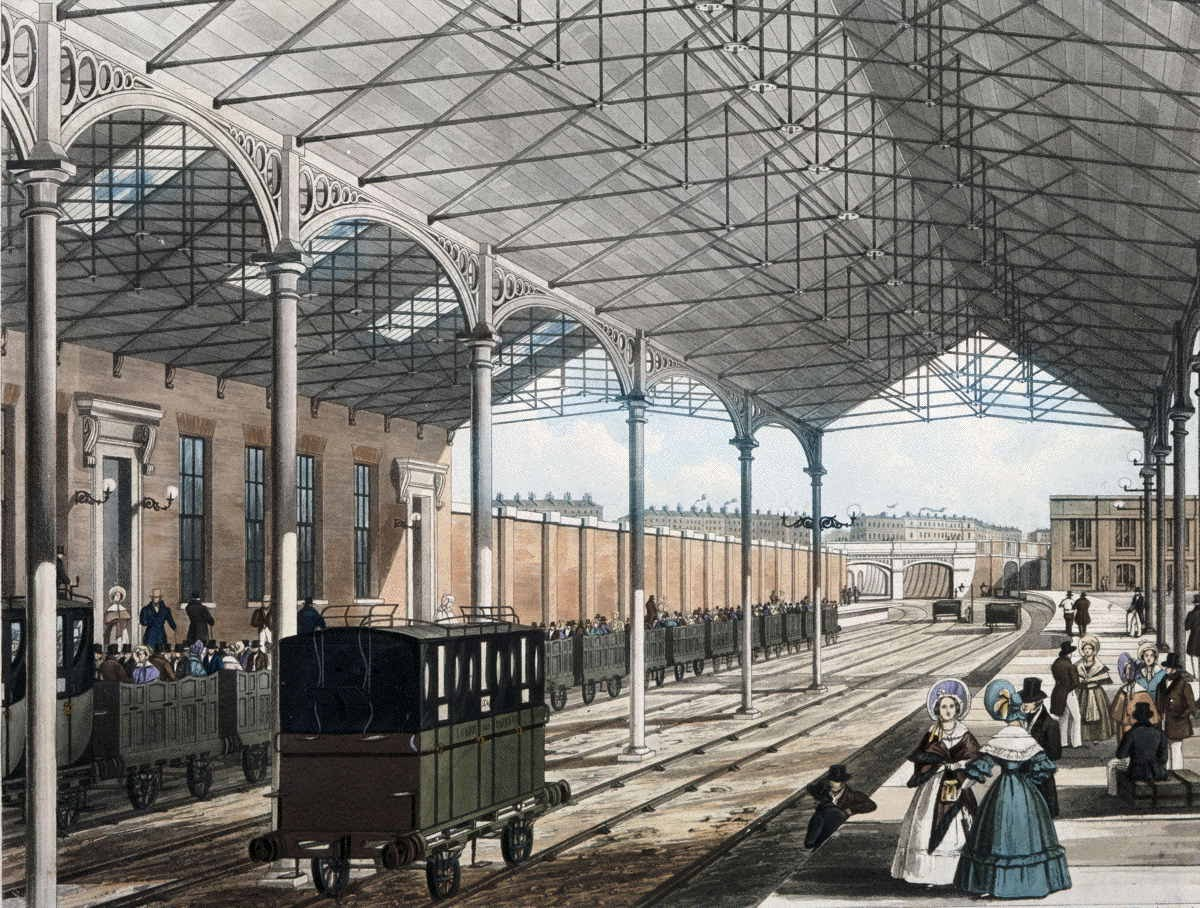
Première gare d'Euston

En 1834, il était ingénieur principal pour le creusement du tunnel de Watford sur la ligne de chemin de fer London & Birmingham Railway. Ce tunnel de 1 616 m de long a été creusé dans un sol instable fait de sable et de gravier pour éviter de traverser Cassiobury Estate appartenant au comte d'Essex et The Grove Estate du comte de Clarendon. Charles Fox a été envoyé pour suivre un autre projet à Birmingham malgré ses protestations car il souhaitait rester sur le chantier du tunnel qu'il trouvait difficile du fait des conditions de sol. Après son départ, le tunnel s'est effondré, tuant 11 personnes. Il est alors rappelé d'urgence pour permettre la fin du creusement du tunnel nécessaire à la mise en service de la ligne qui a eu lieu le 20 juillet 1837,,. Il a été aussi chargé de la réalisation de la voie de chemin de fer de Camden Town vers la gare d'Euston.

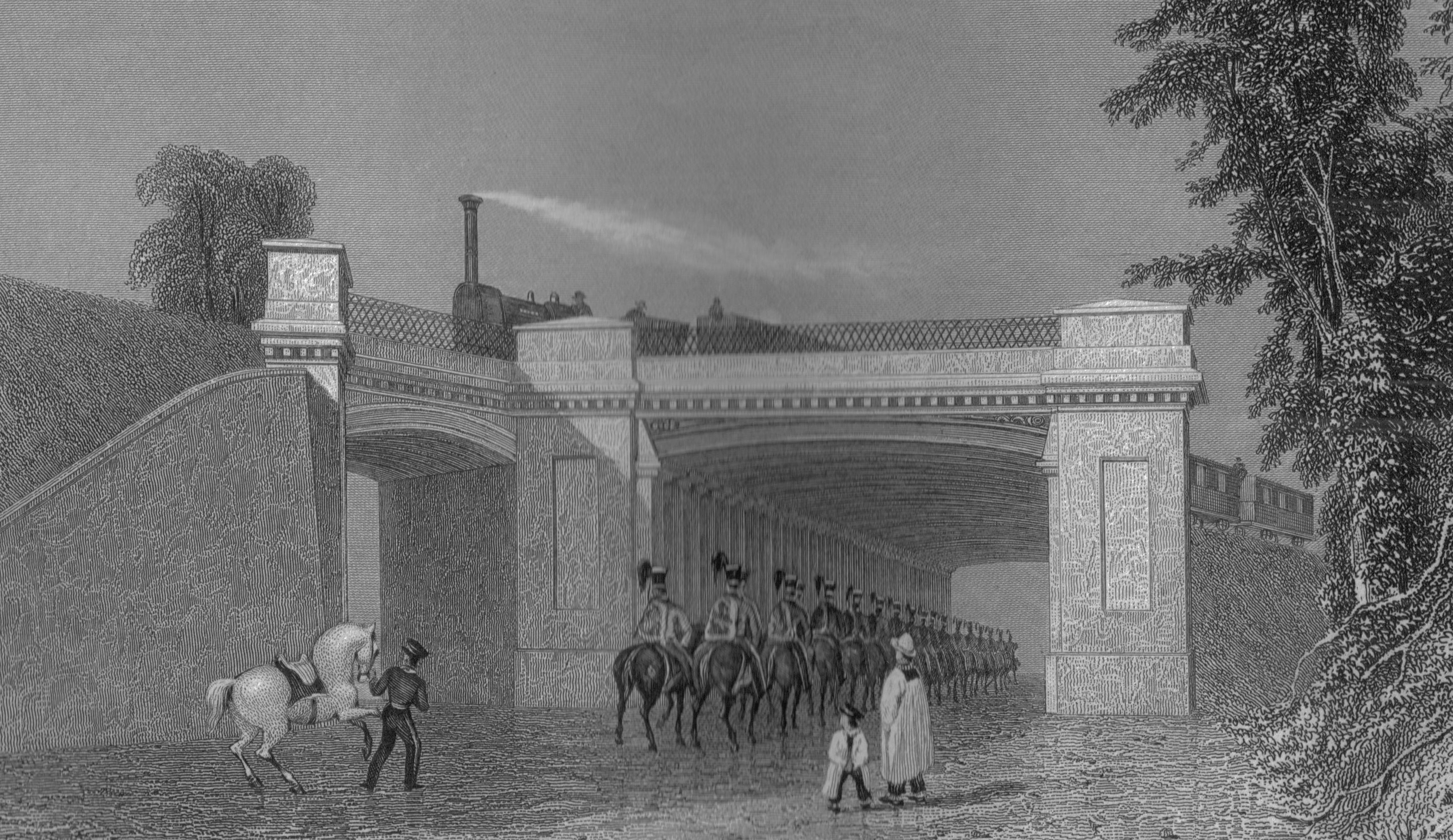
Pont de Denbigh Hall sur la ligne Londres-Birmingham.
Un exemple de pont biais

Il a présenté en 1837 une note sur les voûtes biaises à la Royal Institution. En 1837, Herbert Spencer a été embauché pour être l'assistant de Charles Fox à Camden Town. Charles Fox a conçu la couverture de la gare d'Euston. Il est devenu membre de l'Institution of Civil Engineers en 1838.
Il est établi un partenariat en 1839 avec l'entrepreneur Francis Braham avec lequel il a fondé la société Braham, Fox and Co. et ils construisent la Soho foundry en 1840. John Henderson rejoint la société en 1840. Francis Bramah meurt en 1840. La société apparaît sous le nom de Fox, Henderson and Co. en 1843 dont les établissements se trouvent à Londres, les London Works à Smethwick, et Renfrew. La société a été la première à réaliser tout le matériel nécessaire aux chemins de fer. Ses productions comprenaient les tubes en fer forgé, ponts, charpentes pour des toits, chaudières, machines à vapeur, réservoirs, gazomètres, etc. Elle a été responsable de la construction du marché de Birkenhead en 1844. Charles Fox doit témoigner dans une enquête pour un accident sur un toit vitré de la gare de Bricklayer's Arms.
Edward-Alfred Cowper a rejoint Fox, Henderson and Co. à Smethwick. Il a supervisé les plans de soumission pour le Crystal Palace et fait la conception du toit de la gare de New Street à Birmingham. Il a commencé à travailler à son compte à la fin de 1851.
En 1845, William Siemens travaille pour Fox, Henderson and Co. dans leur usine de Smethwick, près de Birmingham où il continue ses expériences sur l'amélioration du rendement en utilisant de la vapeur pour faire de la régénération et un condenseur, puis en utilisant de la vapeur surchauffée. Fox, Henderson and Co. lui a acheté l'utilisation du brevet en 1848. Il a fallu près de cinq ans pour construire les chaudières suivant les spécifications de William Siemens mais ces efforts n'ont pas été couronnés de succès et ont causé des pertes financières à la société. Ces pertes ont pu être compensées quand William Siemens a réussi à persuader Fox et Henderson de s'intéresser au télégraphe électrique inventé par son frère Werner Siemens.

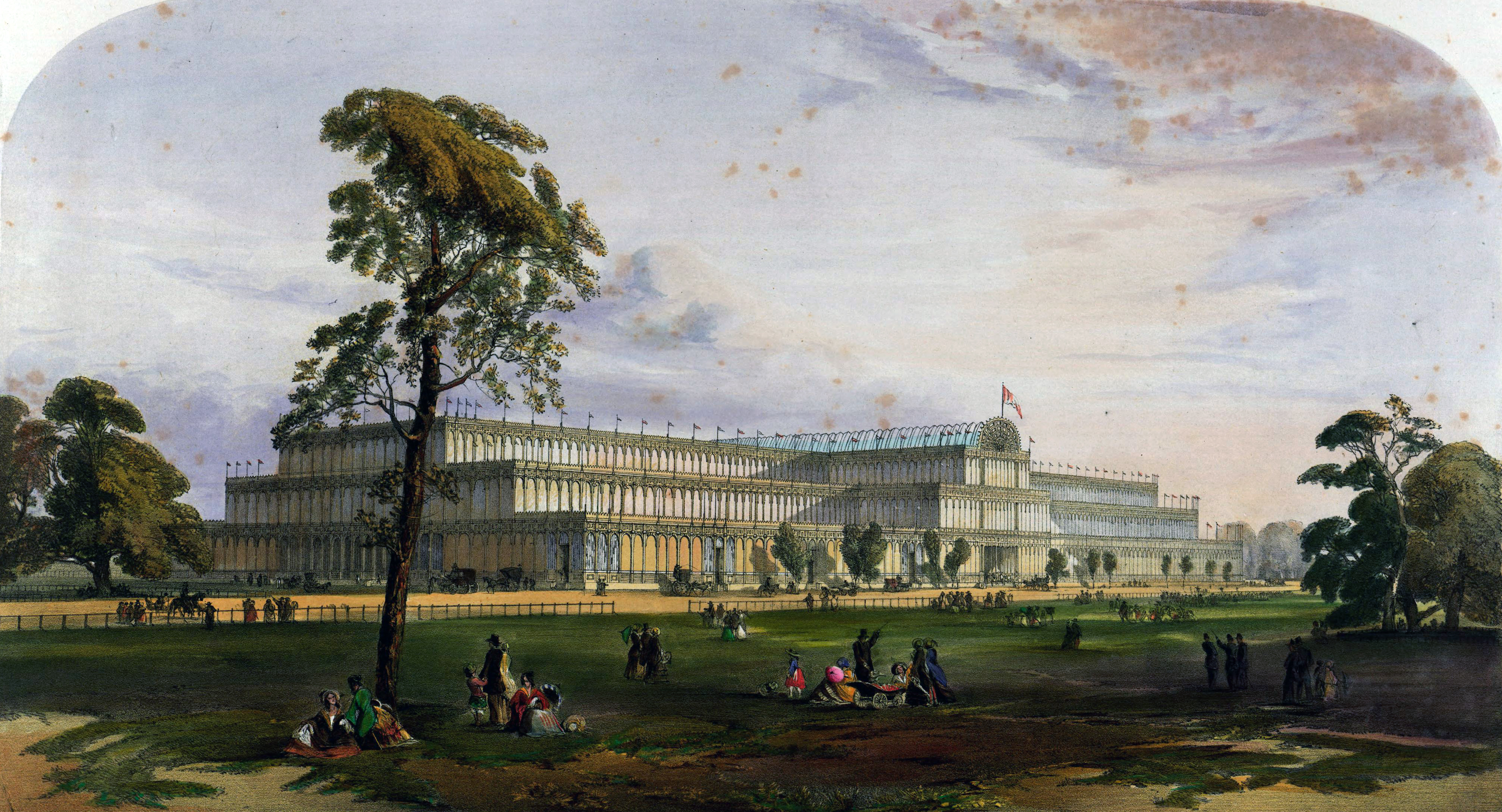
Crystal Palace

La célébrité de la société Fox, Henderson and Co. comme constructeur a conduit Joseph Paxton à lui proposer à de participer à la réalisation du Crystal Palace prévu pour la Great Exhibition of the Works of Industry of all Nations de 1851. Charles Fox et John Henderson ont fait des suggestions de modifications sur les dessins originaux de Joseph Paxton. La construction modulaire a permis d'élever le bâtiment en neuf mois. Rowland Mason Ordish travaille à la fourniture des plans de chantier pour l'entreprise. À la suite de la réussite de cette construction, la reine Victoria a fait chevaliers Joseph Paxton, William Cubitt et Charles Fox, le 23 octobre 1851. Après la fin de l'exposition, la société Fox, Henderson and Co. va être chargée du démontage et remontage du bâtiment à Sydenham.
L'entreprise a continué à travailler sur les projets ferroviaires et a construit les toits de la Liverpool Exchange railway station (1850), Bradford Exchange station (1850), la Paddington station (1854), et, peu après, celle de New Street station à Birmingham (1854), à la Waterloo station, et ailleurs.
La société a déposé son bilan en 1856 à la suite de pertes importantes sur la construction de chemins de fer à Seeland, au Danemark, entraînant la mise au chômage de plus de 2 000 ouvriers de son usine de Smethwick.
Il a été fondateur de l'Institution of Mechanical Engineers en 1856, jusqu'en 1871. Il a aussi été fellow de la Royal Asiatic Society et de la Royal Geographical Society.
En 1857, Sir Charles Fox a créé une société d'ingénieur conseil à Londres dans laquelle il a fait travailler ses deux fils, Charles Douglas et Francis qu'il a associés avec lui en 1860 dans la société d'ingénieurs conseils Sir Charles Fox & Sons.
La société a conçu plusieurs ponts parmi lesquels :
- Pont sur la Medway à Rochester,
- trois ponts sur la Tamise, à Barnes, Richmond et Staines-upon-Thames,
- un pont tournant sur le Shannon en Irlande,
- un pont sur la Saône à Lyon,
- plusieurs ponts pour le Great Western Railway,
- élargissement du Victoria Bridge, ou Grosvenor Bridge, à Battersea en 1866[9].
- pont ferroviaire sur le fleuve Bremer pour la compagnie Queensland Railways en 1866[10],

Sir Charles Fox a travaillé pour les compagnies ferroviaires Cork and Bandon, Thames and Medway, Portadown and Dungannon, East Kent, Lyon et Genève, Mâcon et Genève et au Danemark. Sir Charles Fox a aussi été l'ingénieur de la Queensland, Cape Town and Wynberg Railway et des lignes à voies étroites de Toronto.
Spécialiste des lignes de chemin de fer à voie étroite, il a étudié avec l'ingénieur Georges Bekerley une voie de chemin de fer en Inde reliant Arconum (en) à Conjeeveram pour l'Indian Tramway Company en 1865..